# ГЕС Інга II
ГЕС Інга II — гідроелектростанція на заході Демократичної Республіки Конго, споруджена на одній з найбільших річок світу Конго.
На початку 1970-х для роботи ГЕС Інга I вище від порогів Інга організували забір води із Конго, для чого незначна частина стоку спрямовується до прокладеного правобережжям дериваційного каналу довжиною 9 км. В 1977—1982 роках цю споруду використали під час створення ГЕС Інга ІІ, для чого подовжили канал на 1 км, а на завершенні нової ділянки звели бетонну контрфорсну греблю П-подібної форми висотою 37 метрів.
Із каналу через водоводи діаметром 8 метрів ресурс подається до спорудженого біля підніжжя греблі машинного залу, який обладнали вісьмома турбінами типу Френсіс потужністю по 178 МВт. Розташування станції нижче по течії дозволило досягти напору у 56 метрів проти 50 метрів для Інга І. Відпрацьована вода повертається в річку у нижній частині порогів Інга.
Можливо відзначити, що існують плани щодо спорудження в районі цих же порогів значно потужнішої ГЕС Інга III та найбільшої в світі гідроелектростанції Гранд-Інга.
Станом на початок 2010-х років Інга І та ІІ перебували в поганому технічному стані та могли видавати не більше чверті своєї потужності. Причиною було те, що обладнання відпрацювало понад 30 років без належного обслуговування (наприклад, турбіна шостого гідроагрегату при встановленому в 50 тисяч годин міжремонтному терміні відпрацювала 237 тисяч годин). Задля виправлення ситуації розпочали масштабний проект реабілітації вартістю понад 1 млрд доларів США, для робіт за яким залучили цілу групу провідних компаній — General Electric, італійську Franco Tosi Meccanica, австрійські Voith та Andritz, французьку Cegelec.